# 猿寶寶

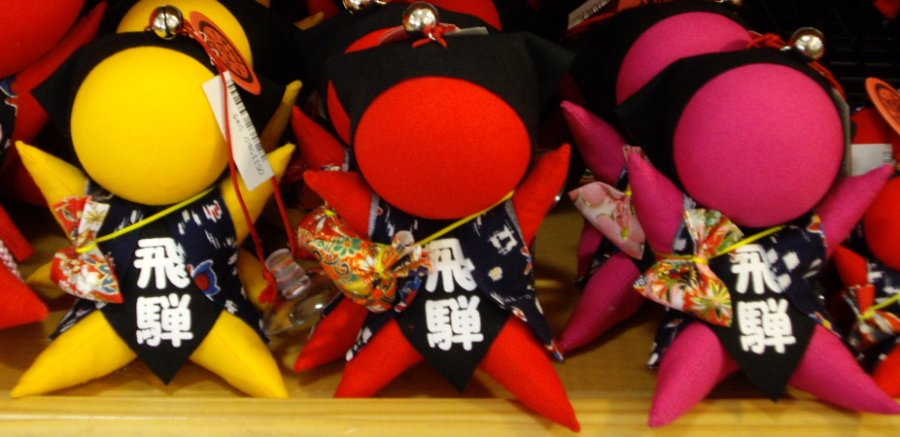
各種顏色的猿寶寶
中問的紅色為傳統色。

猿寶寶（さるぼぼ，Sarubobo）是在日本本州中部的飛驒地區廣泛流傳的一種吉祥物，其標準特徵是頭、手、足皆為紅色，沒有五官，手足末端呈尖狀，戴著黑色的頭巾，穿著黑色的金太郎式肚兜，姿勢為「大」字形。近年為求花俏多變，也可以看到黃、綠、藍等許多顏色的組合，有的也會加上眼睛和嘴巴，姿勢也更有變化。

## 命名
的在飛驒方言中是「嬰孩」之意，因此即是「猿寶寶」的意思。冠以「猿（さる）」除了是因為其外型之外，也有「災厄遠離（災いが去る，音同）」、「圓滿（『圓』音同『猿』）」、「良緣（『緣』音同『猿』）」及希望孩子如猿般活潑健壯的寓意在。

## 用途
猿寶寶確實的起源已不可考，但歷史相當久遠，古時是農閒時大人做給小孩子的玩具，後來因其吉祥的寓意，所以也被拿來作為吉祥物和護身符。今日的用途雖然也差不多，但猿寶寶已成為飛驒地區的觀光特色象徵及土產，散見於各式物品上。
與猿寶寶類似的物像在奈良縣也可發現，是在奈良町的庚申堂及民家屋簷下吊掛著稱為「替身猿（身代わり猿，外部圖片 （页面存档备份，存于））」或「祈願猿（願い猿）」的物品，但蜷曲的姿勢和猿寶寶的「大」字形相當不同。